# Up (canción de Cardi B)
«Up» es una canción interpretada por la cantante y compositora estadounidense Cardi B. Fue lanzada el 5 de febrero de 2021 como segundo sencillo de su segundo álbum de estudio bajo el sello de Atlantic Records. Según la artista, la canción es un mensaje hacia sus detractores que jamás podrán igualarla y ha sido descrita como «la otra cara de "WAP"».
«Up» tuvo una buena respuesta por parte de la crítica, quienes elogiaron el rapeo intenso de Cardi y su producción. En términos comerciales, la canción alcanzó la primera posición del Billboard Hot 100 de los Estados Unidos e ingresó al top 20 en las listas de éxitos semanales de otros países como Australia, Canadá, Irlanda, Nueva Zelanda y el Reino Unido. El videoclip de la canción fue dirigido por Tanu Muino y lanzado simultáneamente con la canción el 5 de febrero de 2021 a través de YouTube.

## Antecedentes y composición
El 7 de agosto de 2020, Cardi publicó el tema «WAP», el cual sería el primer sencillo de su segundo álbum de estudio. En octubre, reveló que ya se estaba preparando para el lanzamiento del segundo sencillo, pero aclaró que no quería publicar música tan seguido para «no sucumbir a la presión del sello discográfico» y que no tenía deseos de publicar música con la que no se sintiera conforme. El 31 de enero de 2021, la artista anticipó que haría un anuncio próximamente. Al día siguiente, reveló el título de «Up», su portada y fecha de lanzamiento, que tendría lugar el 5 de febrero.
«Up» fue escrita por Cardi con apoyo de Edis Selmani, James D. Steed, Jordan Thorpe, Joshua Baker y Sean Island. Su letra habla sobre las «conquistas sexuales» de la artista, así como su fortuna y su superioridad frente a aquellas que desean ser como ella. Los críticos señalaron que «Up» describe «la otra cara de la ecuación sexual» con respecto a «WAP», y Cardi comentó que quería apartarse un poco del lado sexual que había tocado con dicha canción y enfocarse en ser «ruda y gánster». La letra también contiene varios términos coloquiales del área de El Bronx de donde Cardi es originaria e incluye frases con humor sexual, algo que la prensa considera «insignia» en la artista.

## Recepción

### Comentarios de la crítica
Kyann-Sian Williams de la revista NME calificó a la canción con cuatro estrellas de cinco y la describió como un «himno de empoderamiento para el 2021» y que «reventaría los clubes si estuvieran abiertos». Cat Zhang de Pitchfork dijo que «la canción es una estricta y como era de esperarse divertida burla a los detractores, algo en lo que Cardi es experta, y con todas estas características, es sólida». Lindsay Zoladz de The New York Times expresó que «Up» es un homenaje a sus raíces y escribió que «Cardi decidió que el método para aniquilar a sus detractores es la privación del oxígeno, su rapeo en los casi tres minutos de la canción no cede ni un momento para que los que escuchan tomen un respiro, y rapea con una tremenda aliteración». Bianca Betancourt de Harper's Bazaar sostuvo que la canción es «otro auténtico tema explosivo de Cardi que no decepciona».

### Recibimiento comercial
«Up» debutó en la segunda posición del Billboard Hot 100 de los Estados Unidos y se convirtió en la novena canción de Cardi en ingresar a los diez primeros del listado. A pesar de haber sido la canción más descargada y con más streaming de la semana, tuvo poca audiencia radial, por lo que fue superada por «Drivers License» de Olivia Rodrigo, que lideró por quinta semana. «Up» vendió 37 mil copias en su primera semana y tuvo 31.2 millones de streams, con lo que debutó en la primera posición tanto del Digital Songs como el Streaming Songs, siendo la quinta y cuarta canción de Cardi en liderar, respectivamente. Tras la presentación en la ceremonia de los premios Grammy, la canción tuvo un aumento en ventas que provocó que finalmente alcanzara la primera posición del Billboard Hot 100 en su sexta semana, con lo que Cardi logró su quinto número 1 en el país y extendió su récord de la rapera con más temas que llegaran a la cima. Además, fue su segundo número 1 como solista después de «Bodak Yellow», lo que la convirtió en la primera rapera con múltiples número 1 sin artistas invitados.

## Promoción

### Vídeo musical
El videoclip de «Up» fue publicado simultáneamente con la canción el 5 de febrero de 2021 a través de su canal de YouTube. Fue dirigido por la fotógrafa ucraniana Tanu Muino, quien debió viajar desde Ucrania a Estados Unidos para la realización del vídeo, el cual fue grabado dos días antes de Navidad.
En el vídeo, Cardi aparece en un cementerio celebrando la muerte del año 2020, ejecutando coreografías acompañada de varias bailarinas y teniendo una orgía lésbica en una ostra. A lo largo del videoclip, predominan varias tomas con cámara rotatoria y la simetría en los sets, así como cambios bruscos entre tonalidades oscuras y luego colores vibrantes.

### Presentaciones en vivo
Cardi cantó la canción por primera vez el 14 de marzo de 2021 durante los premios Grammy, donde también cantó «WAP» acompañada de Megan Thee Stallion.

## Semanales
| Alemania       | German Singles Chart     | 99  |
| Australia      | Australian Singles Chart | 11  |
| Austria        | Ö3 Austria Top 40        | 69  |
| Canadá         | Canadian Hot 100         | 7   |
| Estados Unidos | Billboard Hot 100        | 1   |
| Estados Unidos | Digital Songs            | 1   |
| Estados Unidos | Streaming Songs          | 1   |
| Estados Unidos | Radio Songs              | 14  |
| Estados Unidos | Pop Songs                | 21  |
| Estados Unidos | Rhythmic                 | 1   |
| Estados Unidos | Hot R&B/Hip-Hop Songs    | 1   |
| Estados Unidos | Hot Rap Songs            | 1   |
| Francia        | French Singles Chart     | 169 |
| Grecia         | Digital Singles Chart    | 5   |
| Hungría        | Single (Track) Top 10    | 17  |
| Irlanda        | Irish Singles Chart      | 10  |
| Nueva Zelanda  | NZ Top 40 Singles Chart  | 14  |
| Portugal       | Portuguese Singles Chart | 36  |
| Reino Unido    | UK Singles Chart         | 16  |
| Suiza          | Swiss Singles Chart      | 47  |

### Certificaciones
| País          | Organismo certificador | Certificación | Ventas certificadas | Ref.   |
| ------------- | ---------------------- | ------------- | ------------------- | ------ |
| Australia     | ARIA                   | Oro           | 35 000              | [ 29 ] |
| Canadá        | CRIA                   | Platino       | 80 000              | [ 30 ] |
| Nueva Zelanda | RMNZ                   | Oro           | 15 000              | [ 31 ] |
| Reino Unido   | BPI                    | Plata         | 200 000             | [ 32 ] |

## Premios y nominaciones
| Año  | Premiación             | Categoría                   | Resultado | Ref.          |
| ---- | ---------------------- | --------------------------- | --------- | ------------- |
| 2021 | American Music Awards  | Videoclip Favorito          | Nominado  | [ 33 ] [ 34 ] |
| 2021 | American Music Awards  | Canción Hip Hop Favorita    | Ganador   | [ 33 ] [ 34 ] |
| 2021 | BET Awards             | Vídeo del Año               | Nominado  | [ 35 ]        |
| 2021 | BET Hip Hop Awards     | Canción del Año             | Nominado  | [ 36 ] [ 37 ] |
| 2021 | BET Hip Hop Awards     | Mejor Vídeo Hip Hop         | Nominado  | [ 36 ] [ 37 ] |
| 2021 | People's Choice Awards | La Canción de 2021          | Pendiente | [ 38 ]        |
| 2022 | Premios Grammy         | Mejor Interpretación de Rap | Pendiente | [ 39 ]        |